# Kyle Dean Massey
Kyle Dean Massey (ur. 17 listopada 1981 w Jonesboro) – amerykański aktor i piosenkarz. Odtwórca roli homoseksualnego autora piosenek country Kevina Bicksa w amerykańskim serialu muzycznym ABC/CMT Nashville (2015–2018).

## Życiorys
Urodził się i wychował w Jonesboro w stanie Arkansas, gdzie jego matka była nauczycielką, a ojciec biegłym księgowym. Zaczął uczęszczać na lekcje tańca w wieku 6 lat, po tym jak zobaczył występ swojej starszej siostry w lokalnej inscenizacji Dziadka do orzechów. Chociaż niemal całe swoje młodzieńcze lata spędził śpiewając w szkolnych chórach i ucząc się gry na pianinie, dopiero w drugiej klasie liceum Blessed Sacrament Catholic School stworzył swój pierwszy musical. W 2004 uzyskał tytuł licencjata sztuk pięknych (BFA) w dziedzinie teatru muzycznego na Southwest Missouri State University (obecnie Missouri State University).
W 2006 wystąpił w roli Matthew w produkcji off-Broadwayowskiej Altar Boyz. W latach 2007–2008 odbył tournée z na broadwayowskim musicalem Wicked w roli Fiyero.
Massey jest gejem. 1 października 2016 poślubił aktora Taylora Freya. 31 października 2021, za sprawą surogatki, para powitała swoją córkę, Rafę Massey-Frey.

## Filmografia

### Filmy
- 2022: A Christmas to Treasure jako Everett Matthews
- 2019: A Merry Christmas Match jako Ryder Donnelly
- 2017: After Party jako Adrian
- 2013: Contest jako Kyle Prylek
- 2010: Seks w wielkim mieście 2 jako Członek chóru ślubnego

### Seriale
- 2013: It Could Be Worse jako Drapieżnik
- 2015–2018: Nashville jako Kevin Bicks
- 2011: Do białego rana jako Piosenkarz
- 2011: Doktor Hart jako Kierowca autobusu
- 2011: Pzazz 101 jako Kyle Dean
- 2009: Żona idealna jako Warren Nemec